# BSC Young Boys
BSC Young Boys, često zvan skraćeno YB, švicarski je nogometni klub iz glavnog grada Berna. Momčadi nastupa u Švicarskoj Superligi, koju je osvojio 16 puta, a Švicarski nogometni kup 8 puta. Godine 1957., YB je proglašen švicarskom ekipom godine i jedna je od najuspješnijih švicarskih nogometnih momčadi svih vremena, koja je 1958./59. došla i do polufinala Kupa prvaka. Poznato je da u klubu nitko ne nosi broj 2, koji je dodijeljen savezu.
Od 2005. godine, klub igra domaće utakmice na Stadion Wankdorf, stadionu sagrađenom na mjestu starog Wankdorf Stadiona. YB je najviše poznat po najdužoj nogometnoj priči u cijeloj Švicarskoj. Klupski savez se satoji od vjernog navijačkog kluba, te juniorskih i U-21 momčadi, koja igra u 3. švicarskoj ligi. U klubu su još i kuglačka momčad, te momčad hokeja na travi.

## Poznati igrači
- Stéphane Chapuisat
- Walter Eich
- Erich Hänzi
- Erni Maissen
- Eugen Meier
- Heinz Schneiter
- Gürkan Sermeter
- Hakan Yakın
- Martin Weber
- Arthur Petrosyan
- Harutyun Vardanyan
- Paul Agostino
- Lars Lunde
- Kamil Zayatte
- Grétar Steinsson
- Avi Tikva
- Shi Jun
- Andrés Escobar
- Lars Bohinen
- Mini Jacobsen
- Seydou Doumbia
- Gabriel Urdaneta
- Roger Ljung

## Vanjske poveznice
- Službena stranica (njem.)
- Novosti i utakmice (engl.)